# Gymnelus diporus
Gymnelus diporus är en fiskart som beskrevs av Chernova 2000. Gymnelus diporus ingår i släktet Gymnelus och familjen tånglakefiskar. Inga underarter finns listade i Catalogue of Life.